# Cantone di Forcalquier
Il Cantone di Forcalquier è una divisione amministrativa dell'arrondissement di Forcalquier.
A seguito della riforma approvata con decreto del 24 febbraio 2014, che ha avuto attuazione dopo le elezioni dipartimentali del 2015, è passato da 10 a 15 comuni.

## Composizione
I 10 comuni facenti parte prima della riforma del 2014 erano:
- Dauphin
- Forcalquier
- Limans
- Mane
- Niozelles
- Pierrerue
- Sigonce
- Saint-Maime
- Saint-Michel-l'Observatoire
- Villeneuve

Dall'aprile 2015 i comuni appartenenti al cantone sono i seguenti 15:
- La Brillanne
- Cruis
- Fontienne
- Forcalquier
- Lardiers
- Limans
- Lurs
- Mallefougasse-Augès
- Montlaux
- Niozelles
- Ongles
- Pierrerue
- Revest-Saint-Martin
- Saint-Étienne-les-Orgues
- Sigonce